# Фефер, Ицик
Исаа́к Соломо́нович (Ицик) Фе́фер (идиш איציק פֿעפֿער‎; 10 [23] сентября 1900 — 12 августа 1952) — еврейский советский поэт и общественный деятель. Писал на идише. Был арестован по делу ЕАК. 12 августа 1952 года  был расстрелян вместе с другими деятелями еврейской культуры СССР .

## Биография

### Ранние годы
Отец — учитель, автор стихов, писавший в стиле народной поэзии; мать — чулочница. Получил домашнее образование под руководством отца.
Двенадцатилетним подростком поступил на работу в типографию. В 1917 году вступил в Бунд, а в 1919 году — в партию большевиков и поступил добровольцем в Красную армию. Схваченный деникинской контрразведкой, попал в киевскую тюрьму, откуда его освободили вооружённые рабочие.
Редактировал литературно-художественные журналы на идише и принимал активное участие в жизни писательских организаций Украины и Москвы. Был членом президиума ССП УССР и членом правления ССП СССР.  

### Война
После начала войны эвакуирован в Уфу, в апреле 1942 года стал членом (с 1945 — ответственным секретарём) Еврейского антифашистского комитета при Совинформбюро.
С апреля 1942 года — заместитель редактора издававшейся ЕАК газеты «Эйникайт» («Единение»). Летом 1943 года по поручению советского руководства вместе с С. Михоэлсом совершил поездку по США, Канаде, Мексике и Англии с целью сбора средств для Красной армии. В феврале 1944 года вместе с С. Михоэлсом и Ш. Эпштейном подписал письмо И. В. Сталину с просьбой об организации Еврейской автономии в Крыму.

### ЕАК
Тесно сотрудничал с органами НКВД, имел конспиративные встречи с Л. П. Берией; во время войны курировался заместителем начальника управления контрразведки НКГБ Л. Ф. Райхманом. О связях Фефера с органами ГБ Михоэлс и члены президиума ЕАК догадывались (или знали), но ничего от него не скрывали, считая, что вся деятельность комитета направлена на благо государства.

### Арест и гибель
После разгрома ЕАК и ареста (Фефер был арестован одним из первых) он оговаривает не только товарищей по комитету, но и себя, сотрудничая со следствием и надеясь на особое к себе отношение. Только в конце судебного процесса, когда обвиняемые не признали свою вину и рассказали о тех методах, какими велось следствие, Фефер понял, что и ему не будет пощады, и отказался от своих показаний.
Вот что сказал Ицик Фефер: «Следователь Лихачёв говорил мне: „Если мы вас арестовали, то найдём и преступление… Мы из вас выколотим всё, что нам нужно.“ Так это и оказалось. Я не преступник, но будучи сильно запуганным, дал на себя и других вымышленные показания».
12 августа 1952 года Фефер был расстрелян по приговору специальной судебной коллегии по делу ЕАК вместе с другими деятелями еврейской культуры СССР.
«Следствием по делу арестованных бывших руководителей еврейского антифашистского комитета установлено, что во время своего пребывания в США Михоэлс и Фефер встречались с Х. Вейцманом и передали ему клеветническую информацию о положении евреев в СССР», — отмечалось в письме министра госбезопасности С. Д. Игнатьева к секретарю ЦК КПСС Маленкову от 07.02.1953.
Посмертно реабилитирован в ноябре 1955 года. На московском Николо-Архангельском кладбище (участок 3/3) И. Феферу установлен кенотаф.

## Встреча с Полом Робсоном
В 1949 году Пол Робсон приехал в Москву с концертным турне. С последним концертом он должен был выступать в зале имени Чайковского. Робсон согласился выступать лишь при условии встречи с Фефером, с которым он познакомился в 1943 году во время поездки группы представителей ЕАК в США. Фефер к этому времени уже год как сидел на Лубянке, о чем Робсону не сообщили. По требованию Робсона Фефера доставили в гостиницу «Москва», где и состоялась встреча. Фефер дал жестами знать Робсону, что гостиница прослушивается, и во время ничего не значащего разговора жестами и записками передал сведения о репрессиях против членов ЕАК.
На заключительном концерте в зале Чайковского Робсон объявил, что на бис споет только одну песню — песню еврейских партизан из варшавского гетто. (На самом деле исполненный им гимн еврейских партизан — «Зог нит кейн мол» была создана Гиршем Гликом в Вильнюсском гетто). Робсон сказал, что посвящает эту песню своему другу Михоэлсу, который скончался скоропостижно, а также Феферу, с которым он только что встретился. Песня на идише была встречена овацией зала.
Вернувшись в США, Робсон организовал письмо в защиту Фефера, которое подписали, среди прочих писатель Говард Фаст и тогдашний председатель Всемирного совета мира, французский физик Фредерик Жолио-Кюри. По мнению наблюдателей, письмо Робсона на три года отсрочило гибель Фефера.

## Семья
- Жена — Рахиль Гершковна Калиш (1900—1982)[4], арестована в ночь с 13 на 14 января 1949[5], в лагере находилась в инвалидной команде[6].
  - Дочь — Дора Исааковна Фефер-Калиш (1924—2007), была арестована в 1952 году. Её муж Евель Моисеевич Климовский (1923—1992) также был репрессирован.
- Сестра — Дарья (Даша) Фефер, арестована одновременно с Рахилью Калиш[5][7]

## Творчество
Дебютировал в 1919 году в киевской газете «Комунистише фон» («Коммунистическое знамя»), печатался в газетах «Югнт», «Найе цайт», «Фолкс-цайтунг», «Штэрн», «Украинэ», «Пролэтарише фон» и др. Стал одним из руководителей киевской литературной группы «Видэрвукс» («Поросль»), в издательстве которой в 1922 году вышел его первый сборник «Шпэнэр» («Щепки»).
С 1922 по 1948 год написал ряд стихотворений, баллад, басен, вошедших в сборники его стихотворений. Произведения Фефера неоднократно издавались в переводе на русский язык.
Был наиболее политизирован среди еврейских поэтов. Сборники стихотворений и поэм Фефера главным образом посвящены строительству социализма. Пьеса «Солнце не заходит» (1947) поставлена в Госете.

## Награды
- орден «Знак Почёта» (31.01.1939)

### На русском языке
- Сборник стихов / Предисл. М. Равич-Черкасского. — М.-Л.: ОГИЗ-ГИХЛ, 1931. — 108 с.
- Избранные стихи / Пер. с евр. — М.: Гослитиздат, 1935. — 154, [4] с.: 1 с. объявл.
- Стихотворения и поэмы / Пер. с евр.; Портр. З. Толкачёва. — М.: Гослитиздат, 1938. — 272 с.
- Стихи / Пер. с евр. — Киев: Укргоснацмениздат, 1939. — 47 с.
- Клад: Стихи / Пер. с евр.; [Рис. Г. Кравцова]. — М.: Гослитиздат, 1939. — 136 с.: илл.
- Берлинская ночь: [Стихи]. — [Уфа]: ССП Украины, 1942. — 22, [2] с.
- Военная песня: [Стихи]. — [Уфа]: ССП Украины, 1942. — 28 с.
- Война и люди: [Стихи]. — Уфа: Башгосиздат, 1942. — 32 с.
- Два мира: [Стихи]. — Куйбышев: ОблГИЗ, 1943. — 38, [2] с.
- Избранное / Пер. с евр.; Ред. и вступ. ст. П. Антокольского. — М.: Сов. писатель, 1957. — 393 с.: 1 л. портр.
- Стихи и поэмы / Пер. с евр. — М.: Гослитиздат, 1958. — 319 с.: 1 л. портр.
- Дружба: Стихи и сказки / Пер. с евр.; [Илл.: В. Лазаревская]. — М.: Детгиз, 1958. — 80 с.: илл.
- Стихи / Пер. с евр.; [Вступ. ст. П. Балашова]. — М.: Худ. лит., 1969. — 287 с.: 1 л. портр.